# Miguel Almirón
Miguel Ángel Almirón Rejala (født 10. februar 1994) er en paraguayansk professionel fodboldspiller, som spiller for Premier League-klubben Newcastle United og Paraguays landshold.

## Klubkarriere

### Cerro Porteño
Almirón begyndte sin karriere i hjemlandet hos Cerro Porteño, hvor han gjorde sin førsteholdsdebut i 2013.

### Lanús
Almirón skiftede i august 2015 til argentinske Club Atlético Lanús. Almirón spillede i sin ene sæson i Argentina en vigtig role i at Lanús vandt de argentinske mesterskab.

### Atlanta United
Almirón skiftede i december 2016 til amerikanske Atlanta United. Almirón imponerede med det samme i USA, og i sine to hele sæsoner i Major League Soccer blev han kåret som del af årets hold i ligaen.

### Newcastle United
Almirón skiftede i december 2019 til Newcastle United i en aftale som på tidspunktet gjorde ham både til Newcastles dyreste indkøb og det dyreste spillersalg i Major League Soccer nogensinde.

## Landsholdskarriere

### Ungdomslandshold
Almirón har repræsenteret Paraguay på flere ungdomsniveauer.

### Seniorlandshold
Almirón debuterede for Paraguays landshold den 5. september 2015. Han har været del af Paraguays trupper til flere internationale tuneringer.